# Dactylodenia fuchsii
Dactylodenia fuchsii là một loài thực vật có hoa trong họ Lan. Loài này được (G.Keller & Soó) Peitz mô tả khoa học đầu tiên năm 1972.